# 太陽 (12012の曲)
太陽は、日本のバンド、12012の4thシングル。2008年8月20日にリリース。

## 作品情報
- 3ヶ月連続リリースの第1弾。
- 前作「MERRY GO WORLD」で示した「2008年の12012のテーマ」を基本にし、「自分の在り方、自分は相手にとってどんな存在でなければいけないか？」などといった新しい要素を加えて制作された[1]。
- 季節感を大切にし、リリースが夏であったため「爽快感や開放感のある夏らしい曲」にしたとのこと[2]。
- キャッチコピーは「灼熱のコンクリートジャングルに放つ完全武装のSPLASH ROCK!!」。
- この作品の作詞は全て宮脇渉が手掛けている。

## 収録曲

### 初回盤A
1. 太陽（作詞：宮脇渉 作曲：酒井洋明）
2. KALEIDOSCOPE（作詞：宮脇渉 作曲：塩谷朋之）

### 初回盤B
1. 太陽（作詞：宮脇渉 作曲：酒井洋明）
2. KALEIDOSCOPE（作詞：宮脇渉 作曲：塩谷朋之）
3. hello,seventeen（作詞：宮脇渉 作曲：酒井洋明）

### 通常盤
1. 太陽（作詞：宮脇渉 作曲：酒井洋明）
2. KALEIDOSCOPE（作詞：宮脇渉 作曲：塩谷朋之）
3. butterfly（LIVE at AKASAKA BLITZ 2008.05.15）

## 収録内容

### CD
太陽
- 「太陽」「地球」「時間」がテーマ[3]。
- メンバー全員で「夏っぽい曲」を持ち寄ったところ、この曲が最も爽やかであったため収録曲に選ばれた[2]。
- また、この曲のメロディーを聴いた時、宮脇はサビの“太陽”という言葉が思い浮かんだとのこと[2]。
- よりメロディーが残るように、楽器のサウンドを前面に出したアレンジ[2]や素直で分かりやすくすることを心がけたアレンジ[3]を行った。
- これまで、バンドコンセプトである「人間の内面における狂気」に沿って作曲してきた宮脇は、この曲の作詞にあたり「これまでの詞は結局、愛について書いていた」という事実に気づき、宮脇の「素」を出した作詞を行った[2]。
- また、歌詞には「たくさんの人たちに必要とされて、それでも無償の愛で何も言わずにずっと見守り続けるような、太陽のような存在になりたい」という思いが込められており[4]、“太陽”を比喩として用いた歌詞にすると決定したのは2008年5月15日に行われた「5th Anniversary Live 「嵐」」の直後であるとのこと[3]。

KALEIDOSCOPE
- 作曲者の塩谷の感情が「ライブやりてぇな」[5]と昂っていた時に作曲しており、「コンクリートジャングル」をイメージしたとのこと[2]。
- デモ段階ではテンポが速かったが、制作過程で遅くしていった[2]。
- 塩谷が制作した原曲のギターパートを、須賀がハードロック調にアレンジしている[2]。
- この曲について宮脇は「『太陽』が夏の暑さなら、『KALEIDOSCOPE』は人の暑さでしょうね、灼熱級の」と語っている[2]。

hello,seventeen
- 酒井いわく「ホントに自由に作ってて、プレーヤー側としての遊びも盛り込まれていて、ちょっとチャレンジ的な曲」とのこと[2]。
- この曲の詞には、宮脇が十代の時に感じていた「大人なんて大嫌い」等といった感情を書いている[2]。
- 宮脇いわく「新宿のアルタ前の雑踏」をイメージする曲であるとのこと[2]。
- 須賀はこの曲を『Mr.LIAR』（アルバム『DIAMOND』収録）の延長線上に捉えており、「人を小馬鹿にした感じというか、斜めに構えた感じの曲」と語った[5]。

butterfly（LIVE at AKASAKA BLITZ 2008.05.15）
- オリジナルは「CYCLONE」に収録されており、この曲は2008年5月15日に開催された「5th Anniversary Live 「嵐」」で披露されたときのものを収録したライブバージョンである。

### DVD PV“太陽”
- 初回盤Aに付録され、PV“太陽”が収録されている。

## タイアップ一覧
太陽
- テレビ埼玉『ROCK WAVE』オープニング